# Carrie Grant

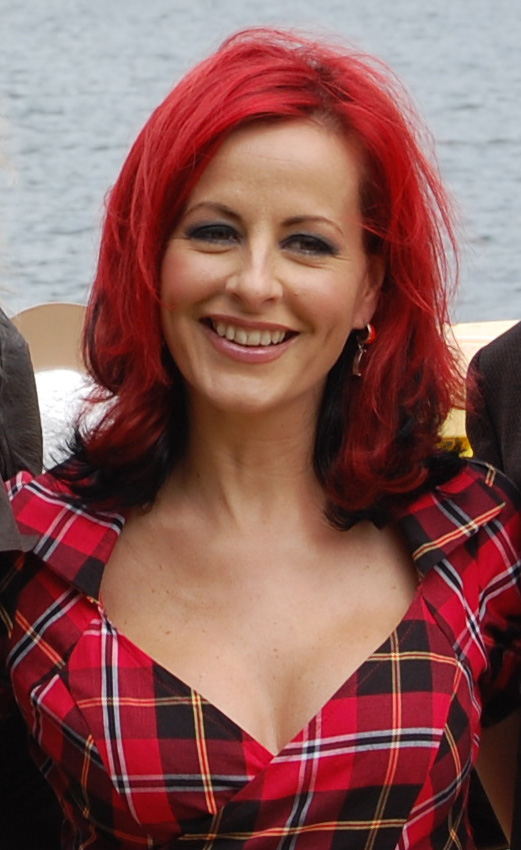
Grant beim Red Bull Flugtag 2008

Carrie Grant (bürgerlicher Name Caroline Vanessa Grant, * 17. August 1965 in Enfield) ist eine britische Sängerin.

## Karriere
Als Sängerin wurde sie 1983 mit der Popgruppe Sweet Dreams bekannt, die das Vereinigte Königreich beim Eurovision Song Contest mit dem Song I’m Never Giving Up vertrat. Sie landeten auf Platz sechs. 2009 war Grant in der zehnten Folge der zweiten Staffel von Total Wipeout zu sehen.
Ab 2002 war sie Jurorin bei der Fame Academy. Seit 2010 ist sie regelmäßige Reporterin im BBC-One-Magazin The One Show. 2012 trat sie in der ITV-Dokumentation The Talent Show Story auf, in der sie über ihre Zeit als Jurorin und Trainerin sprach.
Sie erhielt im Jahr 2008 den Golden Bagde Award, vierliehen von der British Academy of Composers and Songwriters für ihre herausragenden Leistungen in der britischen Musikindustrie. Sie und ihr Ehemann David hatten eine eigene Kinderfernsehsendung, die 2008 unter dem Namen Carrie and David’s Popshop auf CBeebies gezeigt wurde. 2014 war sie Vorsitzende der nationalen Jury für den Eurovision Song Contest. Im Jahr 2020 hatte sie eine Rolle in der Fernsehserie Hollyoaks, wo sie den Charakter Zoe spielte.

## Biografie
Sie und ihr Ehemann David haben vier Kinder. Im Jahr 2020 erhielt sie für ihre Verdienste im Bereich der Musik den Titel MBE.

## Auszeichnungen
- 2020: Member of the Order of the British Empire für ihre Verdienste um Musik, Medien und Wohltätigkeit.[6]